# Parapinnixa nitida
Parapinnixa nitida is een krabbensoort uit de familie van de Pinnotheridae. De wetenschappelijke naam van de soort is voor het eerst geldig gepubliceerd in 1876 door Lockington.